# Федеральна конституція Швейцарії
Федеральна конституція Швейцарської Конфедерації (нім. Bundesverfassung der Schweizerischen Eidgenossenschaft, фр. Constitution fédérale de la Confédération suisse, італ. Costituzione federale della Confederazione Svizzera, ромш. Constituziun federala da la Confederaziun svizra) — основний закон Швейцарської Конфедерації. Наразі чинною є третя редакція конституції, яка була затверджена 18 квітня 1999 року загальнонаціональним та кантональним голосуванням, і яка замінила другу конституцію 1874 року. Конституція 1999 року була затверджена з метою оновлення конституції, без зміни її основної суті. Найперша конституція була ухвалена 12 вересня 1848 року. Цей самий день вважається днем створення сучасної держави Швейцарія. По суті, із ухваленням Федеральної конституції, Швейцарія перетворилась із військово-політичного союзу (конфедерації) на федеративну державу.
Конституція Швейцарії гарантує низку індивідуальних та колективних прав, зокрема право скликати референдум щодо внесення змін до федеральних законів та до конституції, розмежовує права і обов'язки кантонів та конфедерації, створює федеральні органи влади.

## Історія

### Передумови
Історія швейцарської державності починається 1 серпня 1291 року, коли лісові кантони Швіц (який пізніше і дав назву всій конфедерації), Урі та Унтервальден (який пізніше розпався на напівкантони Обвальден і Нідвальден) підписали Федеративну хартію, яка також називається «Клятва на Рютлі». У хартії кантони дали клятву вірності один одному та обіцяли надавати один одному усіляку допомогу як всередині, так і поза своїми землями.
У квітні 1798 року війська Першої французької республіки захопили країну і за рішенням французької Директорії Швейцарія була перетворена на унітарну Гельветійську Республіку. Була ухвалена Конституція Швейцарії, зроблена за французьким зразком. Саме в період Гельветійської Республіки в країні з'явився конституційний референдум. У зв'язку з прийняттям другої конституції Гельветійської Республіки від 25 травня 1802 року, було проведено перше голосування швейцарців за текст документа. За ухвалення конституції проголосувало 72 тисячі осіб, проти 92 тисячі, але попри це конституція все-таки була ухвалена, тому що 167 тисяч осіб, які не прийшли на вибори, були зараховані як такі, що проголосували за ухвалення конституції. Хоч ця Конституція і була ухвалена, вступити в законну силу вона не встигла, бо в 1803 році її замінили тимчасовим Актом про медіацію, а потім в 1815 році Союзною угодою. Ці документи не передбачали референдуму. Однак в 1814 році була шляхом голосування прийнята конституція Женеви, єдина серед конституцій кантонів, що була прийнята шляхом референдуму.
Після поразки Франції у Наполеонівських війнах та усунення від влади Наполеона, в 1815 році Віденський конгрес європейських держав-переможниць визнав незалежність і постійний нейтралітет Швейцарії. 7 серпня 1815 року 22 швейцарські кантони уклали Союзну угоду. Спільними справами знову став відати Тагзатцунг, але ці справи зводилися до зовнішніх відносин і внутрішньої безпеки.
У наступні десятиліття в кантонах приймалися конституції, які проголошували принципи народного суверенітету і представницького правління. Вони часто мали суперечності із Союзною угодою, проте перегляду цієї угоди не вдавалося досягти через розбіжності між кантонами. 1845 року сім кантонів вийшли із союзу, утворивши так званий «Зондербунд». Через це в 1847 році відбулася громадянська війна, яка закінчилася перемогою прихильників конфедерації.

### Історія конституції

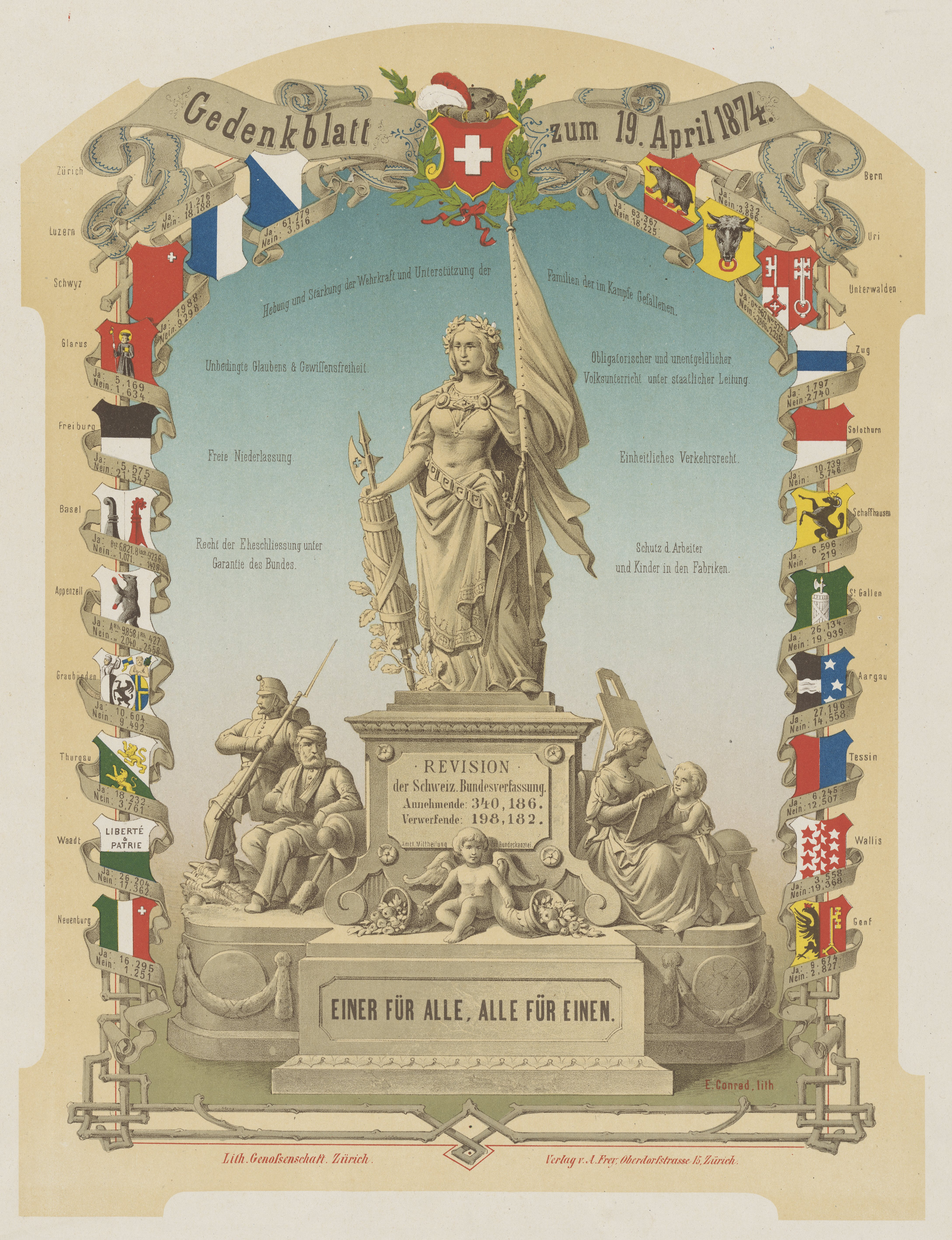
Пам'ятна листівка про ухвалення другої редакції Федеральної конституції Швейцарії.

Основою сьогоднішньої Федеральної конституції Швейцарії є перша конституція затверджена 12 вересня 1848 року (була схвалена 15 кантонами і одним напівкантоном), яка була створена під впливом Конституції США та ідей Великої французької революції. Ця конституція гарантувала суверенітет кантонів у тій мірі, у якій це не суперечило Федеральній конституції. Ця конституція була ухвалена в результаті 27-денної Швейцарської громадянської війни, яка відбулася в листопаді 1847 року і яка відома під назвою «Sonderbundskrieg» (дослівно — «війна особливого союзу»).
Конституція 1848 року була частково змінена в 1866 році і повністю змінена в 1874 році. Друга редакція конституції 1874 року ввела федеральні референдуми. З 1891 року конституція гарантує «право на ініціативу», за яким певна кількість виборців може подати вимогу щодо зміни статті в конституції або навіть введення в дію нової статті. Тому незначні зміни до конституції відбуваються регулярно.
Федеральна конституція була повністю переглянута вдруге в 1990-х роках. Третя редакція конституції була затверджена загальнонаціональним та кантональним голосуванням 18 квітня 1999 року і набрала чинності 1 січня 2000 року. За затвердження нової конституції проголосували 59.2 % виборців та 13 з 26 кантонів. Нова конституція 1999 року складається з преамбули та 6 розділів, і спочатку мала 196 статей. Ще 30 статей були додані пізніше. Ця конституція остаточно затвердила дев'ять фундаментальних прав, які до цього лише були предметом дебатів у Федеральному суді Швейцарії. Також вона стала більш деталізованою в плані податкових законів, ніж попередня конституція. Найпомітнішою для зовнішнього світу зміною стало послаблення нейтрального статусу країни, що дозволило Швейцарії в 2002 році стати повноцінним членом Організації Об'єднаних Націй.

## Структура Конституції

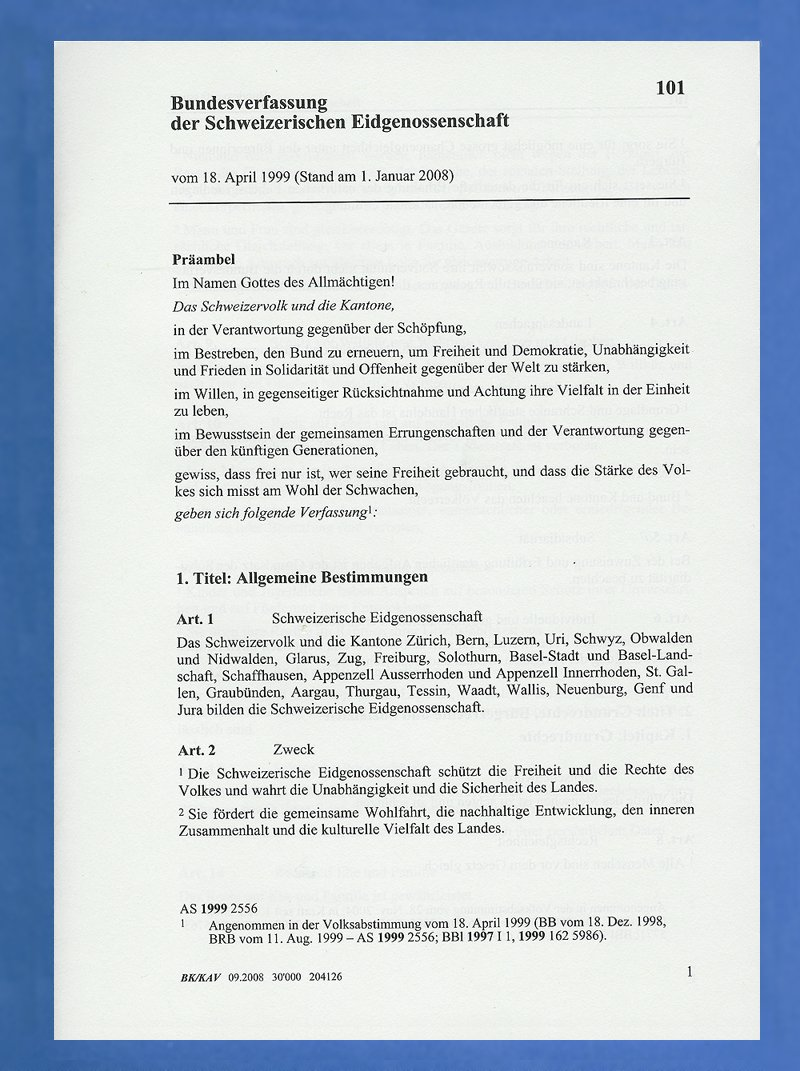
Перша сторінка Федеральної конституції Швейцарії.

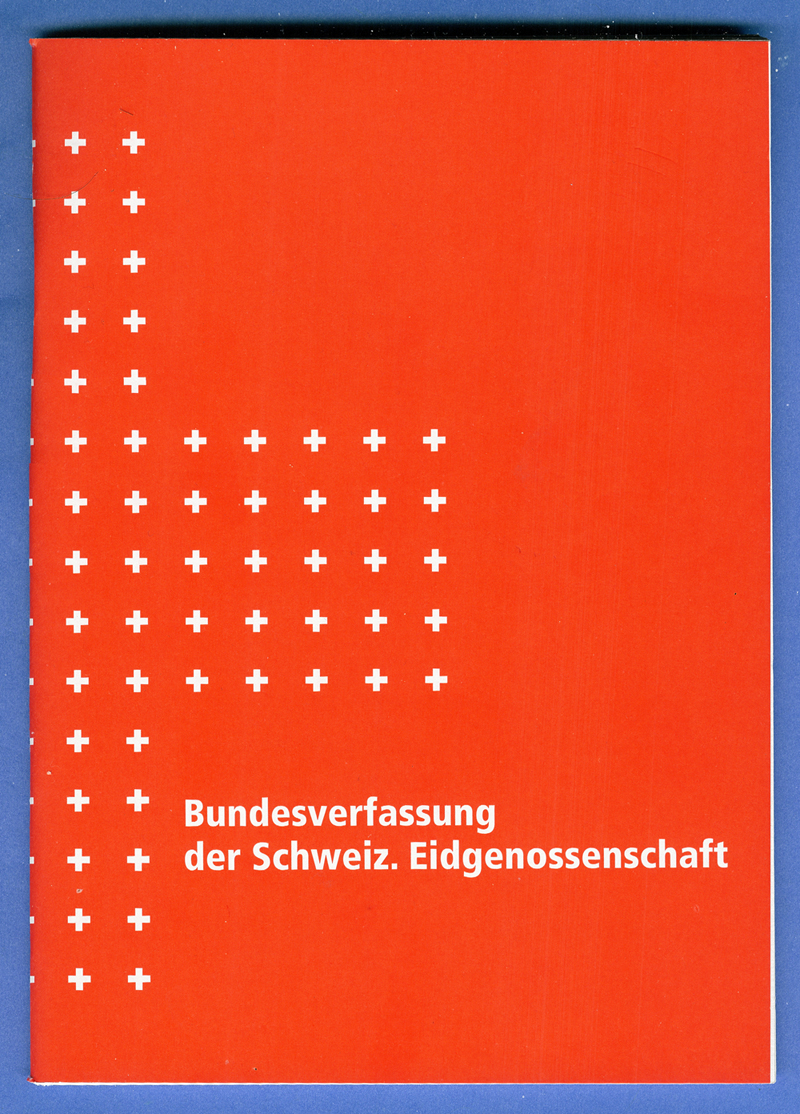
Обкладинка офіційного видання чинної конституції 1999 року.

Чинна Федеральна конституція Швейцарії складається з 226 статей, які згруповані у 6 розділів, які діляться на параграфи, а ті, зі свого боку, можуть ділитися на секції. Тексту Конституції передує преамбула.
1. Основні засади (статті 1-6)
2. Фундаментальні права, громадянство та соціальні цілі (статті 7-41, 29a)
  1. Фундаментальні права (статті 7-36, 29a)
  2. Громадянство та політичні права (статті 37-40)
  3. Соціальні положення (стаття 41)
3. Конфедерація, кантони та громади
  1. Відносини між конфедерацією та кантонами (статті 42-53, 43a, 48a)
    1. Обов'язки конфедерації та кантонів (статті 42-43, 43a)
    2. Співпраця конфедерації та кантонів (статті 44-49, 48a)
    3. Громади (стаття 50)
    4. Федеральні гарантії (статті 51-53)

  2. Повноваження
    1. Відносини з іншими державами (статті 54-56)
    2. Безпека, національна оборона, цивільна оборона (статті 57-61)
    3. Освіта, дослідження та культура (статті 62-72, 61a, 63a, 64a, 67a)
    4. Навколишнє середовище та територіальне планування (статті 73-80, 75a, 75b)
    5. Державні будівельні роботи та транспорт (статті 81-88, 81a, 87a)
    6. Енергетика та комунікації (статті 89-93)
    7. Економіка (статті 94-107)
    8. Житло, зайнятість, соціальне забезпечення та охорона здоров'я (статті 108—120, 112a, 112b, 112c, 117a, 118a, 118b, 119a)
    9. Перебування та постійне проживання іноземців (статті 121, 121a)
    10. Цивільне право, кримінальне право, ваги та міри (статті 122—125, 123a, 123b, 123c)

  3. Фінансова система (статті 126—135)
4. Народ та кантони
  1. Основні засади (статті 136—137)
  2. Ініціатива та референдум (статті 138—142, 139a, 139b)
5. Федеральні органи влади
  1. Основні засади (статті 143—147)
  2. Федеральні збори
    1. Організація (статті 148—155)
    2. Процедура (статті 156—162)
    3. Повноваження (статті 163—173)

  3. Федеральна рада та Федеральна адміністрація
    1. Організація та процедура (статті 174—179)
    2. Повноваження (статті 180—187)

  4. Федеральний суд та інші судові органи (статті 188—191, 191a, 191b, 191c)
6. Внесення змін до Федеральної конституції та перехідні положення
  1. Внесення змін (статті 192—195)
  2. Перехідні положення (статті 196—197)

### Преамбула
|  | В ім'я Всемогутнього Бога! Швейцарський народ та Кантони: - будучи відповідальними за створення, - прагнучи відновити альянс задля посилення свободи, демократії, незалежності та миру в дусі солідарності та відкритості до світу, - бажаючи жити разом у взаємній повазі та повазі до нашої різноманітності, - усвідомлюючи наші загальні досягнення та нашу відповідальність перед майбутніми поколіннями, - знаючи, що тільки ті є вільними, хто користується своєю свободою, і що сила народу вимірюється в благополуччі найслабших його членів, ухвалюємо дану Конституцію. |

### Розділ 1: Основні засади
Цей розділ визначає основні риси швейцарської держави на усіх трьох її рівнях влади: федеральному, кантональному та муніципальному. Цей розділ також містить перелік всіх кантонів, гарантує суверенітет кантонів у межах Конституції та визначає національні мови: німецьку, французьку, італійську та романшську. Він також зобов'язує державу дотримуватись принципів верховенства закону, пропорційності, субсидіарності, добрих намірів та поваги до міжнародного права.

### Розділ 2: Фундаментальні права, громадянство та соціальні цілі
Розділ 2 гарантує фундаментальні права людини та громадянина. Конституція 1874 року містила лише обмежену кількість фундаментальних прав, і деякі з них стали менш важливими і більш застарілими з тих пір, наприклад, право на гідне поховання, яке гарантується старою конституцією. Внаслідок цього судова практика Федерального суду Швейцарії створила низку неявних або «неписаних» основних прав, спираючись на прецедентне право Європейського суду з прав людини та застосування основних прав, гарантованих Європейською конвенцією з прав людини, яку Швейцарія ратифікувала в 1974 році. Під час перегляду конституції в 1999 році, Федеральні збори вирішили затвердити ці права у конституції, які суттєво відповідають правам, гарантованим Європейською конвенцією з прав людини, Загальною декларацією прав людини та Міжнародним пактом про громадянські та політичні права.
Цей розділ також описує основні правила щодо набуття швейцарського громадянства та здійснення політичних прав. Крім того, він містить ряд декларативних «соціальних цілей», які держава повинна прагнути досягнути, включаючи доступність соціального забезпечення, охорони здоров'я та житла.
Варто уваги те, що в другому розділі конституції швейцарські громадяни називаються «жінками та чоловіками Швейцарії» як ознака визнання гендерної рівності (Швейцарія лише в 1971 році надала виборче право жінкам, цим самим ставши останньою країною в Європі, яка це зробила). Нова конституція також скасувала деякі архаїзми старої Конституції, такі як податок на переїзд нареченої до будинку нареченого, заборону кантонам мати військові сили понад 300 чоловік, обов'язок кантонів надавати один одному військову допомогу, а також заборону абсенту.

### Розділ 3: Конфедерація, кантони та громади
В першому параграфі третього розділу описуються стосунки між конфедерацією, кантонами та громадами. Кантони мають власні конституції, але у випадку суперечності переважає Федеральна конституція.
Другий розділ надає федеральному уряду повноваження в областях, що потребують централізованого регулювання, наприклад відносини з іноземними державами, безпека, національна та цивільна оборона, загальні аспекти освіти, дослідження, культура, загальні аспекти навколишнього середовища та територіального планування, громадські будівельні роботи та транспорт, енергетика та зв'язок, економіка, проблеми житла, зайнятості, соціального захисту та охорони здоров'я, права на перебування та проживання іноземних громадян, тощо.
Третій розділ роз'яснює загальні фінансові аспекти, зокрема оподаткування.

### Інші розділи
Розділ 4 («Народ та кантони») гарантує фундаментальні політичні права, зокрема право на ініціативу та референдум.
Розділ 5 («Федеральні органи влади») регулює функції та обов'язки федерального уряду. Він передбачає поділ уряду на три органи: Федеральні збори (законодавча влада, тобто парламент), Федеральну адміністрацію (виконавча влада) та Федеральний суд (судова влада).
Розділ 6 («Внесення змін до Федеральної конституції та перехідні положення») регулює внесення змін до Федеральної конституції, а також до перехідних положень.